# Chiesa di San Pietro di Silki
La chiesa di San Pietro di Silki è uno dei più antichi luoghi di culto cattolici di Sassari. La chiesa, annessa al convento dei frati francescani, è ubicata in una zona periferica, a sud ovest del centro storico, e si affaccia su una vasta piazza accessibile da via delle Croci, traversa del viale San Pietro. Il tempio è sede del Gremio dei Massai Agricoltori 

## Storia
La fondazione della chiesa (nel sito di un antico villaggio chiamato Silki, in sassarese antico Seta), in origine annessa a un'abbazia di Benedettine, è compresa tra gli anni 1065 e 1082, stando al Libellus Judicum Turritanorum. Le testimonianze sul complesso monastico di Silki tra l'XI e il XIII secolo derivano dal Condaghe di San Pietro di Silki, documento redatto nel monastero. L'edificio venne riedificato in stile romanico nel XIII secolo, e a quest'epoca risalgono le poche parti della chiesa risparmiate dalle successive riedificazioni, effettuate tra il XV e il XVII secolo. Ufficialmente il monastero di Silki passò ai francescani (nello specifico i frati minori osservanti) nel 1467, concesso loro dall'arcivescovo Antonio Cano e dalle autorità cittadine.

## Descrizione

### Esterno
La chiesa presenta una facciata seicentesca in stile classico, tripartita da quattro lesene e con tre aperture rettangolari (le due laterali sormontate da timpano) disposte lungo una cornice, nella zona mediana del prospetto. Il coronamento è a lunetta. Tramite un arco a tutto sesto, sormontato dallo stemma del cagliaritano Antonio Mereu (che finanziò il restauro della facciata con un lascito di 1.125 Lire nel 1677) si accede al portico che precede l'interno del tempio. Il piano superiore del portico ospita la cantoria.

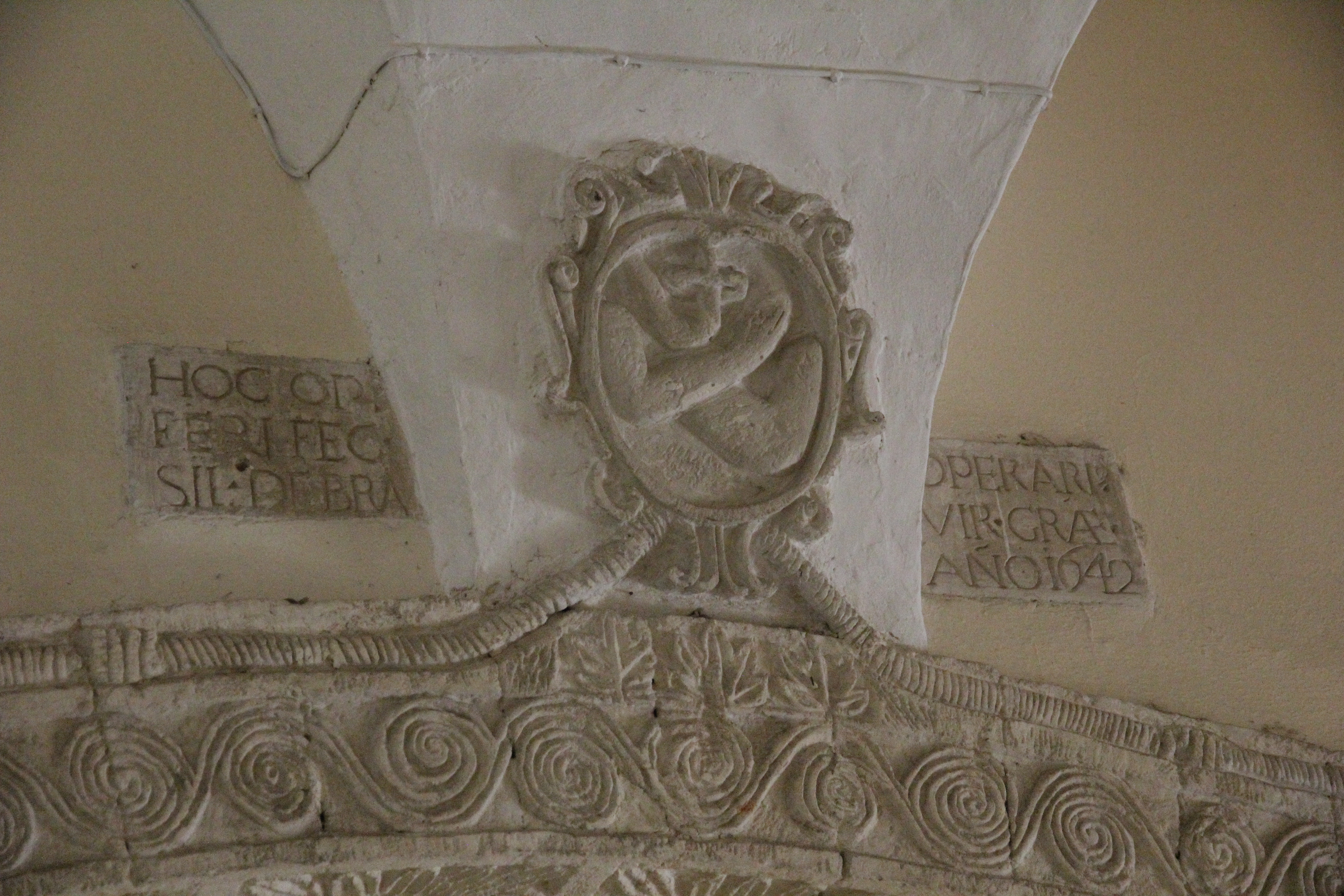

### Interno
L'interno è a pianta rettangolare, con quattro cappelle aperte sul lato sinistro e la cappella presbiteriale rettangolare sul fondo. Alcuni tratti murari della aula mononavata risalgono alla fabbrica duecentesca, così come i primi due ordini del campanile, decorato esternamente da archetti pensili. L'attuale volta a botte della navata sostituì nel seicento le originarie capriate lignee.

La prima cappella dopo l'ingresso, particolarmente sviluppata in profondità, è dedicata alla Madonna delle Grazie e venne edificata tra il 1472 e il 1478, in stile gotico-catalano, e ampliata nel XVII secolo. Il primo vano della cappella, il più antico, accessibile tramite un arco ogivale retto da pregevoli capitelli scolpiti, è voltato a crociera costolonata; i due vani successivi sono frutto degli ampliamenti seicenteschi. Sul fondo si trova un altare in marmi policromi. La cappella e di proprietà dell'antico Gremio dei Massai e ne ospita il suo antico candeliere che risale alla meta dell'Ottocento e tutti gli anni partecipa alla Faradda, una tradizionale discesa di grandi candelieri.

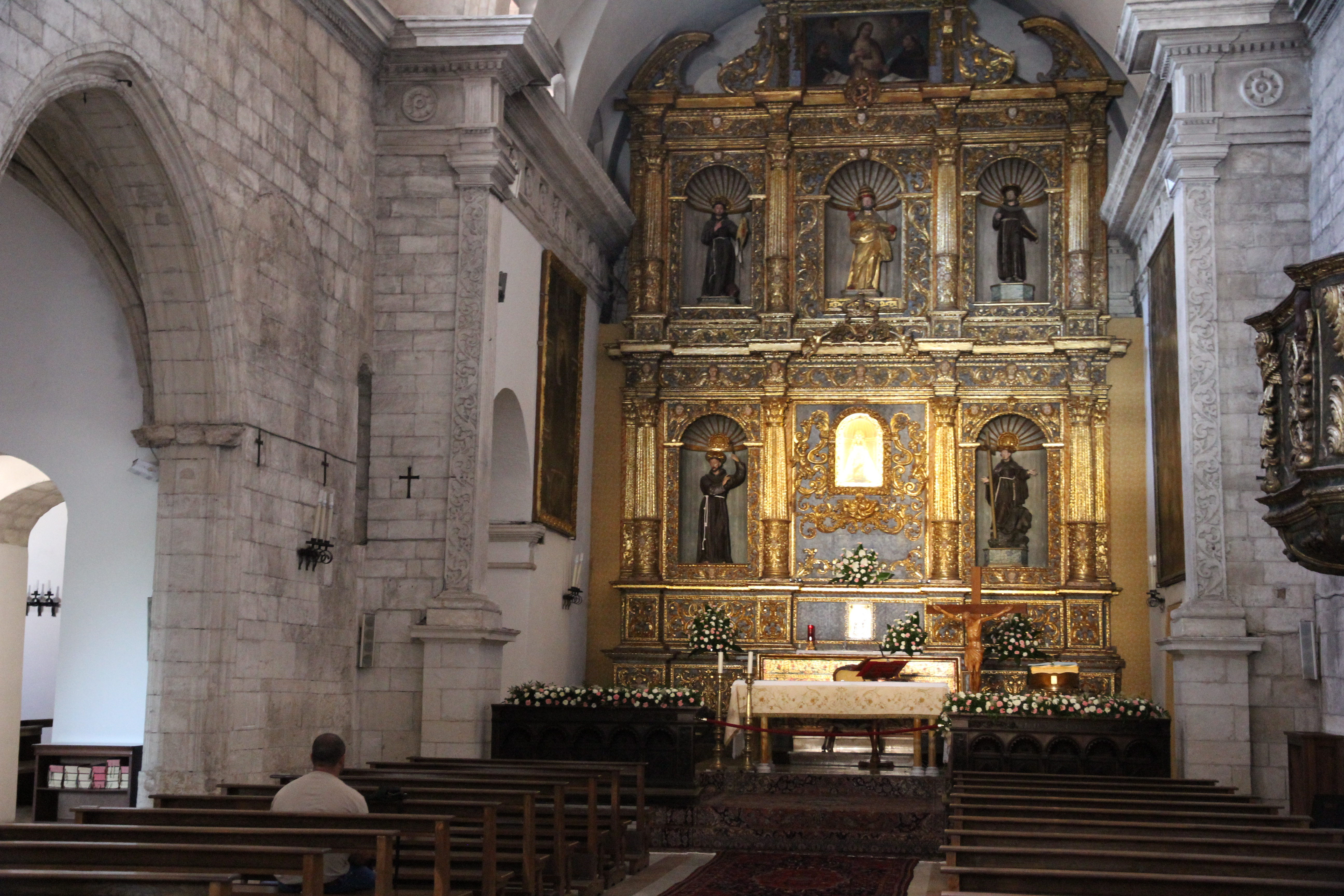
Altare maggiore in legno dorato

Il presbiterio ospita il fastoso altare maggiore in legno dorato (XVIII secolo), ricco di simulacri, tra cui quello di san Pietro apostolo e della Madonna delle Grazie, che ha reso celebre il santuario per i miracoli e la fama. Alla parete sinistra di esso è una grande tela secentesca con Sant'Antonio da Padova e storie della sua vita, forse opera di un allievo di Baccio Gorini.
Un secondo fastoso retablo barocco settecentesco, dedicato a San Salvatore da Horta, ospita il pregiato reliquiario contenente il cuore incorrotto del santo spagnolo e la quattrocentesca Madonna del fico, pregiato simulacro ligneo di bottega iberica. 

### Organo a canne
L'organo a canne della chiesa è stato costruito nel XIX secolo dalla casa Tronci di Pistoia. A trasmissione integralmente meccanica, ha un'unica tastiera di 56 note con prima ottava cromatica estesa e pedaliera di 12 note costantemente unita al manuale. La cassa lignea, incorniciata fra due lesene corinzie, è riccamente decorata e presenta una mostra composta da 27 canne di principale disposte in cuspide con ali laterali.